# Швертманніт
Швертманніт — мінерал, оксигідроксилсульфат заліза.

## Етимологія та історія
Вперше був описаний за знахідкою у Фінляндії 1994 року і названий на честь Удо Швертманна (нар. 1927), ґрунтознавця з Мюнхенського технічного університету, Німеччина.

## Загальний опис
Хімічна формула Fe8O8(OH)6(SO4)·nH2O або Fe3+16O16(OH, SO4)12-13·10-12H2О. Це непрозорий мінерал із тетрагональною сингонією, який зазвичай буває у вигляді коричнево-жовтих вкраплень. Має твердість за шкалою Мооса 2,5 — 3,5 і густину 3,77 — 3,99 г/см³.
Швертманніт (який має зовнішній вигляд, подібний до «подушечки для голок») зазвичай утворюється в багатих залізом, кислотних сульфатних водах у діапазоні pH 2…4. Цей мінерал був вперше офіційно визнаний в якості нового мінерального виду за знахідкою у природному кислотно-сульфатному джерелі в Пюгясалмі (Пюгяярві), Фінляндія. Відповідно, здебільшого повідомлялося про знахідки у вигляді помаранчевого осаду в річках і озерах, що утворюються під впливом кислотних шахтних вод. Швертманніт також відомий, як один з основних мінералів в геохімії кислотно-сульфатних ґрунтів, пов'язаних з прибережними низовинами.